# Pagdru kagju
Pagdru kagju (transliteracja Wyliego. phag mo gru pa bka’ brgyud) – szkoła kagju buddyzmu tybetańskiego, jedna z tzw. czterech głównych podszkół kagju, wywodzących się od ucznia Gampopy (1079-1153) Pamodrupy (transliteracja Wyliego. phag mo gru pa rdo rje rgyal po, 1110–1170), który również był starszym bratem Ka Dampa Deshek (1122–1192), założyciela klasztory Katok tradycji ningma.
Tradycja pagdru kagju nie zachowała się w pierwotnej formie do czasów obecnych ale podzieliła się na "osiem pomniejszych podszkół":
- drikung kagju, założona przez Dzigten Gonpo Rinczen Pal (transliteracja Wyliego.Wylie: Jig-rten dgon-po rin-chen dpal, 1143-1217) praktykowana w całym Tybecie (zawiera również tradycje Lhapu z Bhutanu, która obecnie praktykowana jest w ramach szkoły drukpa kagju)
- drukpa kagju, założona przez terton Drogon Tsangpa Gjare Jeszie Dordże (transliteracja Wyliego. gtsang pa rgya ras ye shes rdo rje, 1161-1211) połączyła przekazy linii Gampopy i Reczungpy i jest narodową religią Bhutanu
- martsang kagju, założona przez Marpa Drubthob Szerab Jesze (transliteracja Wyliego. smar pa sgrub thob shes rab seng ge,1135-1203)
- szugseb kagju, założona przez Gjergom Czenpo Szonnu Drakpa (transliteracja Wyliego. gyer sgom chen po gzhon nu grags pa, 1090-1171)
- taklung kagju, założona przez Taklung Thangpa Taszi Pal (transliteracja Wyliego. stag lung bkra shis dpal, 1142-1210)
- trophu kagju, założyli ją Gjal Tsha Rinczen Gon (transliteracja Wyliego. rgyal tsha rin chen mgon, 1118-1195) i Kunden Repa (transliteracja Wyliego. kun ldan ras pa, 1148-1217)
- jabzang kagju, założona przez Szarawa Kalden Jesze Senge (transliteracja Wyliego. zha ra rwa lkal ldan ye sjes seng ge. zm. 1290; inaczej Zarła Jesze Senge)
- jelpa kagju, założona przez Drubthob Jesze Tsegpa (drub thob ye shes brtsegs pa, 1134-1194)[1].